# Les Perques
Les Perques est une ancienne commune française du département de la Manche et de la région Normandie, peuplée de 155 habitants, devenue le 1er janvier 2016 une commune déléguée au sein de la commune nouvelle de Bricquebec-en-Cotentin.

## Géographie

### Localisation
La commune est à l'ouest de la péninsule du Cotentin. Son bourg est à 5 km au sud-ouest de Bricquebec, à 12 km au nord-est de Barneville-Carteret, à 14 km au nord-ouest de Saint-Sauveur-le-Vicomte et à 16 km au sud-est des Pieux.
| Bricquebec              | Bricquebec  | Bricquebec             |
| Le Vrétot               | des Perques | Bricquebec             |
| Sortosville-en-Beaumont | Le Valdécie | Saint-Jacques-de-Néhou |

### Géologie et relief
Le point culminant (122 m) se situe au centre du territoire, sur la D 422. Le point le plus bas (13 m) correspond à la sortie de la Scye du territoire, au sud-est. La commune est bocagère.

## Toponymie
Le nom de la localité est attesté sous les formes de Perchis et de Perticis au XIIIe siècle.
L'étymologie n'est pas clairement établie. Le toponyme semble dérivé du latin pertica qui a donné le français perche dont perque est une forme dialectale (au nord de la ligne Joret). Au pluriel, le mot pouvait désigner une clôture ou un ensemble d'arbres élancés.
Le gentilé est Perquais.

## Histoire
Dans la première moitié du XIIe siècle, la paroisse relevait de l'honneur de Bricquebec.
Le 27 août 1292, Guillaume de Méautis, chevalier, échange son manoir des Perques avec Robert Bertran contre le bourg du Homme, le manoir se trouvant plus près du château de Bricquebec possession de Robert.

## Politique et administration
| Période                                  | Période    | Identité                                 | Étiquette | Qualité     |
| ---------------------------------------- | ---------- | ---------------------------------------- | --------- | ----------- |
| 1792                                     | 1808       | Pierre Amiot                             |           |             |
| 1808                                     | 1837       | Guillaume Parfait Amand François Novince |           | Laboureur   |
| 1837                                     | 1840       | Jean René Couppey                        |           | Cultivateur |
| 1840                                     | 1860       | Jean-Baptiste Couppey                    |           | Cultivateur |
| 1860                                     | 1863       | Paul Delphin Buret                       |           |             |
| 1863                                     | 1870       | Jean-Baptiste Couppey                    |           | Cultivateur |
| 1870                                     | 1871       | Adolphe Jean-Baptiste Couppey            |           | Cultivateur |
| 1871                                     | 1878       | Pierre Louis Auguste Anquetil            |           | Cultivateur |
| 1879                                     | 1880       | Maxime Lepoittevin                       |           |             |
| 1880                                     | 1881       | Adolphe Jean-Baptiste Couppey            |           | Cultivateur |
| 1881                                     | 1892       | Auguste Langlois                         |           |             |
| 1892                                     | 1900       | Adolphe Jean-Baptiste Couppey            |           | Cultivateur |
| 1900                                     | 1900       | Émile Cosnefroy                          |           |             |
| 1900                                     | 1904       | Adolphe Anquetil                         |           |             |
| 1904                                     | 1911       | Adolphe Jean-Baptiste Couppey            |           | Cultivateur |
| 1911                                     | 1915       | Alphonse Marguerie                       |           |             |
| 1915                                     | 1918       | Émile Cosnefroy                          |           |             |
| 1918                                     | 1918       | François Couppey                         |           |             |
| 1918                                     | 1919       | Adolphe Jean-Baptiste Couppey            |           | Cultivateur |
| 1919                                     | 1931       | Alphonse Marguerie                       |           |             |
| 1931                                     | 1935       | Jules Hennequin                          |           |             |
| 1935                                     | 1945       | Auguste Cosnefroy                        |           |             |
| 1945                                     | 1977       | Joseph Travers                           |           |             |
| 1977                                     | 1995       | Charles Hennequin                        |           |             |
| 1995                                     | 2008       | Maurice Buttet                           |           |             |
| 2008                                     | avril 2014 | Louis Couppey                            |           | Agriculteur |
| avril 2014                               | déc. 2015  | Marc Feuardant                           |           |             |
| Les données manquantes sont à compléter. |            |                                          |           |             |

Le conseil municipal était composé de onze membres dont le maire et deux adjoints.
| Période                                  | Période  | Identité       | Étiquette | Qualité                         |
| ---------------------------------------- | -------- | -------------- | --------- | ------------------------------- |
| janvier 2016                             | En cours | Marc Feuardant |           | Agent de maîtrise à la retraite |
| Les données manquantes sont à compléter. |          |                |           |                                 |

## Démographie
En 2021, la commune comptait 155 habitants. Depuis 2004, les enquêtes de recensement dans les communes de moins de 10 000 habitants ont lieu tous les cinq ans (en 2007, 2012, 2017, etc. pour Les Perques) et les chiffres de population municipale légale des autres années sont des estimations.
Les Perques a compté jusqu'à 421 habitants en 1800.
| 1793 | 1800 | 1806 | 1821 | 1831 | 1836 | 1841 | 1846 | 1851 |
| ---- | ---- | ---- | ---- | ---- | ---- | ---- | ---- | ---- |
| 420  | 421  | 394  | 380  | 341  | 334  | 362  | 329  | 356  |

| 1856 | 1861 | 1866 | 1872 | 1876 | 1881 | 1886 | 1891 | 1896 |
| ---- | ---- | ---- | ---- | ---- | ---- | ---- | ---- | ---- |
| 337  | 326  | 308  | 300  | 307  | 265  | 252  | 251  | 246  |

| 1901 | 1906 | 1911 | 1921 | 1926 | 1931 | 1936 | 1946 | 1954 |
| ---- | ---- | ---- | ---- | ---- | ---- | ---- | ---- | ---- |
| 219  | 207  | 216  | 218  | 209  | 188  | 213  | 215  | 213  |

| 1962 | 1968 | 1975 | 1982 | 1990 | 1999 | 2007 | 2011 | 2016 |
| ---- | ---- | ---- | ---- | ---- | ---- | ---- | ---- | ---- |
| 210  | 180  | 177  | 143  | 170  | 161  | 155  | 167  | 200  |

| 2019 | - | - | - | - | - | - | - | - |
| ---- | - | - | - | - | - | - | - | - |
| 209  | - | - | - | - | - | - | - | - |

## Culture locale et patrimoine

### Lieux et monuments
- Vestiges du château féodal, possession des Bertran de Bricquebec[16].
- Manoir des Perques qui fut la possession de la famille aux Épaules, et peut être aux Templiers[16].
- Ferme-manoir de Lespiney ou l'Épinay. Son premier propriétaire connu est un certain Martin Cuquemelle vivant à la fin du XVIe siècle[17].
- Église Saint-Paul des XIVe – XVIIIe siècles avec une fenêtre du chœur du XVIe. Elle abrite un bas-relief La Résurrection de Lazare du XVe siècle classé en 1972 au titre objet aux monuments historiques[18], un bas-relief deux chérubins du XVIIe, des fonts baptismaux du XVIIe, des stalles du XVIe, une verrière du XIXe de Duhamel-Marette, un lutrin du XVIIIe[16].
- Ancien presbytère.
- Calvaire du XXe siècle, croix de cimetière du XVIIIe siècle.